# Rokle (okres Chomutov)
Rokle (německy Rachel) je obec, která se nachází v okrese Chomutov v Ústeckém kraji, asi tři kilometry jihovýchodně od Kadaně. Vesnice leží převážně na levém břehu Úhošťanského potoka v mírné sníženině v nadmořské výšce kolem 340 metrů. V obci žije 450 obyvatel. Katastrální území Rokle má rozlohu 13,57 km². V místní části Rokle bylo v roce 2014 evidováno 20 adres.

## Historie
Vesnice se původně jmenovala Radkovíce (zmínka o villa Radkowicz z roku 1367), ale jméno se s příchodem německého obyvatelstva změnila na Rachel ve významu „hluboko“. Tuto podobu si jméno s určitými obměnami (Rachl, Racherle) uchovalo až do roku 1923, kdy bylo změněno na českou Rokli. Zdena Binterová však s odvoláním na listinu Karla IV. klade Radkovice mezi Nechranice a Naší a považuje Rachel za původní název obce. To vysvětluje rozdíl udávaných let, kdy je Rokle poprvé zmiňována v písemných pramenech.
První písemná zmínka o Rokli je z roku 1368, kdy byla součástí majetku města Kadaně, v jejímž vlastnictví zůstala až do osamostatnění v roce 1850. Vrchností zde tedy byl kadaňský purkmistr a městská rada. Od 17. století byla připojena k milžanskému panství a od roku 1643 měla vlastní pozemkovou knihu. Podle Berní ruly z roku 1654 stálo v Rokli pět statků a čtyři chalupy. V letech 1694 a 1695 prodala městská rada několik zdejších domů do soukromého vlastnictví kadaňským měšťanům. Z prodaných usedlostí vznikly dva šosovní dvory: menší dvůr byl tvořen dvěma usedlostmi v majetku rodiny Frischových a tzv. střední dvůr tvořily tři rokelské usedlosti a dvě usedlosti v Prahlech.
Po druhé světové válce se do vesnice přistěhovalo dostatek Čechů, aby ji dosídlili na předválečnou úroveň. Dokonce zde v roce 1950 vznikla jednotřídní škola, ale brzy byla zavřena. Byla zde jedna z poboček Státního statku Kadaňská Jeseň. Přestože ve 20. století počet obyvatel spíše klesal, zůstala Rokle samostatnou obcí nejprve v okrese Kadaň a od roku 1961 v okrese Chomutov.

## Přírodní podmínky
Rokle leží v mělkém údolí Úhošťanského potoka na severním úpatí Doupovských hor a má rozsáhlé a pestré katastrální území. V podloží jsou převážně třetihorní horniny Českého masivu. Převažují zejména sopečné horniny (čediče, tefrity a jejich vulkanoklastika), ale v pásu podél Ohře se vyskytují prekambrické granulity. V oblasti jižně od Rokle se nachází chráněné ložiskové území s výskytem bentonitu a stavebního kamene. Bentonit se těžil v povrchovém lomu východně od Krásného Dvorečku. Dnes se na stejné lokalitě těží kaolin, který se používá při výrobě papíru a v gumárenství.
Nejvyšší bod se nachází na jihozápadě na úbočí vrchu Hůrka (někdy též Kobyla) v nadmořské výšce přibližně 560 metrů. Nejnižší bod je v místech, kde Ohře vtéká do Nechranické přehrady, ve výšce 275 metrů. Nadmořská výška vzrůstá od severu k jihu. Geomorfologicky je oblast součástí Krušnohorské soustavy, přesněji patří do Podkrušnohorské oblasti. Středem katastrálního území prochází přibližně podél silnice z Kadaně do Žatce hranice mezi geomorfologickými celky. Jihozápadní část území leží v celku Doupovské hory, podcelku Doupovské hory a okrsku Rohozecká vrchovina. Je to oblast rozčleněná erozí a denudací s výskytem tabulových hor, sopečných kup a kuželů. Severovýchod spadá do celku Mostecká pánev, podcelek Žatecká pánev a okrsek Čeradická plošina.
Z půdních typů převažují regozemě, v Doupovských horách kambizemě. V oblasti mezi Novou Vískou u Rokle a Nechranickou přehradou tvoří půdní pokryv antropozem haldová.
Nejvýznamnějším vodním tokem je řeka Ohře, která tvoří severní hranici území, a Úhošťanský potok, který protéká Roklí a Hradcem. Významnými vodními plochami jsou rybníky severozápadně od Hradce.
Většina území je odlesněná, pás lesů lemuje pouze Ohři a další významnější lesní porosty se nacházejí až v okrajové části jižně od Krásného Dvorečku. V celkové výměře katastrálního území 1 357 ha převažuje zemědělská půda (1 048 ha) a ostatní plochy (155 ha). Lesy pokrývají 73 ha. Koeficient ekologické stability území je 1,28 a jde tedy o relativně vyváženou krajinu.

## Obyvatelstvo
V roce 1921 měla Rokle 128 obyvatel, z nichž bylo 60 mužů. 110 obyvatel se hlásilo k německé národnosti a třináct k československé. Žilo zde 111 římských katolíků a šestnáct evangelíků. Při sčítání lidu v roce 1930 zde žilo 113 obyvatel, z toho osmnáct československé národnosti a 95 německé. K římskokatolické církvi se jich hlásilo 97, evangelíků bylo deset a žilo tu pět židů.
| Obec Rokle                                                                                              | Obec Rokle | Obec Rokle | Obec Rokle | Obec Rokle | Obec Rokle | Obec Rokle | Obec Rokle | Obec Rokle | Obec Rokle | Obec Rokle | Obec Rokle | Obec Rokle | Obec Rokle | Obec Rokle | Obec Rokle |
| | 1869       | 1880       | 1890       | 1900       | 1910       | 1921       | 1930       | 1950       | 1961       | 1970       | 1980       | 1991       | 2001       | 2011       | 2021       |
| --- | ---------- | ---------- | ---------- | ---------- | ---------- | ---------- | ---------- | ---------- | ---------- | ---------- | ---------- | ---------- | ---------- | ---------- | ---------- |
| Obyvatelé                                                                                               | 644        | 624        | 590        | 667        | 640        | 654        | 653        | 411        | 365        | 252        | 220        | 172        | 216        | 268        | 388        |
| Místní část Rokle                                                                                       |            |            |            |            |            |            |            |            |            |            |            |            |            |            |            |
| Obyvatelé                                                                                               | 100        | 115        | 95         | 122        | 124        | 128        | 113        | 117        | 65         | 27         | 44         | 18         | 22         | 22         | 49         |
| Domy | 13         | 10         | 13         | 11         | 11         | 15         | 18         | 15         | 74         | 9          | 9          | 8          | 9          | 11         | 11         |
| Data z roku 1961 zahrnují i domy z místních částí Hradec, Krásný Dvoreček, Nová Víska u Rokle a Želina. |            |            |            |            |            |            |            |            |            |            |            |            |            |            |            |

## Obecní správa
K obci Rokle patří další čtyři místní části. Vývoj jejich uspořádání zachycuje seznam:
- 1850 samostatná obec s osadami Hradec a Krásný Dvoreček
- 1880 připojení osady Želina
- 1925 osamostatnění místní části Hradec[20]
- 1961 přípojení osad Hradec a Nová Víska u Rokle

## Hospodářství a doprava
Obcí prochází silnice II. třídy č. 224 z Kadaně do Žatce, ze které tu odbočuje silnice III. třídy č. 22426 do Hradce a Nové Vísky u Rokle. U silnice II/224 je autobusová zastávka a po silnice vede směrem od Poláků do Krásného Dvorečku cyklotrasa č. 6. U jihovýchodního okraje katastrálního území stojí Rozvodna Hradec u Kadaně.

## Pamětihodnosti
- Klasicistní zámek Rokle z konce 18. století
- Výklenková kaple v podobě pilastrové edikuly ze druhé čtvrtiny 18. století[22] má ve výklenku sochu Panny Marie, která je kopií gotické sochy z oseckého kláštera. Na římsami zdobeném štítě jsou sochy svatého Josefa, svatého Jana Nepomuckého a Boha Otce se synem.[23]
- Socha svatého Jana Nepomuckého z poloviny 18. století
- Sloup se sousoším Nejsvětější Trojice datovaný do roku 1759
- Přírodní památka Sluňáky jihovýchodně od obce
- Přírodní památka Želinský meandr severozápadně od obce